# Scarabaeus westwoodi
Scarabaeus westwoodi là một loài bọ cánh cứng trong họ Bọ hung (Scarabaeidae).